# Oblast de Ferghana
Ne doit pas être confondu avec Province de Ferghana.
L'oblast de Ferghana est une entité territoriale administrative de l'Empire russe formée le 5 mars 1876 (17 mars dans le calendrier grégorien) par le décret du sénat no 8424, après la réunion du khanat de Kokand à l'Empire russe. Sa capitale était Kokand, aujourd'hui en Ouzbékistan. L'oblast doit son nom à la vallée de Ferghana.

## Géographie
Le territoire occupe une surface de 121 141 verstes carrées (160 141 km2) dans la partie sud-est des possessions russes d'Asie centrale (gouvernement général du Turkestan). Il se trouve entre les coordonnées géographiques 37° et 42°  de latitudes, 70° et 74°30' de longitudes, comprenant dans ses limites le Pamir. Au nord et au nord-ouest, l'oblast est limitée par l'oblast du Syr-Daria, au nord-est par l'oblast des Sept-Rivières, à l'est par l'Empire de Chine (Kachgar), au sud par des terres montagneuses sous influence afghano-britanniques et disputées dans le cadre du Grand Jeu. À l'ouest s'étendent des territoires sous la domination plus ou moins influente du khanat de Boukhara (Vakhan, aujourd'hui en Afghanistan; Chougnan, dans le sud-ouest du Pamir ; Rochan ; Darvaz, marches sud-est du khanat de Boukhara ; et Karateguine, les Montagnes Noires, aujourd'hui au Tadjikistan) et l'oblast de Samarcande.
L'oblast est divisée en cinq ouïezds, en plus du Pamir, avec les populations suivantes selon le recensement de 1897 :
| Ouiezd    | Chef-lieu d'ouiezd (pop.) | Surface, verstes carrées | Population |
| --------- | ------------------------- | ------------------------ | ---------- |
| Marguelan | Novy Marguelan (8,928)    | 14069.1                  | 321,860    |
| Andijan   | Andijan (47,627)          | 13333.2                  | 360,267    |
| Kokand    | Kokand (81,354)           | 13212.6                  | 364,658    |
| Namangan  | Namangan (62,017)         | 15273.4                  | 363,789    |
| Och       | Och (34,157)              | 65252.7                  | 161,640    |

## Population
Selon le recensement de 1897, la répartition de la population était la suivante :
| Ouiezd          | Ouzbeks | Sartes | Kirghizes | Tadjiks | Russes | Kachgars | Kiptchaks | Karakalpaks | Autres turcophones |
| --------------- | ------- | ------ | --------- | ------- | ------ | -------- | --------- | ----------- | ------------------ |
| Oblast au total | 50,2 %  | 9,8 %  | 12,8 %    | 7,3 %   | …      | …        | …         | …           | 16,6 %             |
| Andijan         | 61,6 %  | 34,2 % | …         | …       | …      | 2,8 %    | …         | …           | …                  |
| Kokand          | 39,4 %  | 39,7 % | 3,3 %     | 10,4 %  | …      | …        | 1,7 %     | 3,0 %       | 1,4 %              |
| Marguelan       | 63,0 %  | 13,6 % | 2,6 %     | 4,7 %   | 1,2 %  | 1,5 %    | …         | …           | 11,9 %             |
| Namangan        | 60,5 %  | 5,7 %  | …         | 16,2 %  | …      | …        | …         | …           | 16,6 %             |
| Och             | …       | 1,1 %  | …         | …       | …      | …        | …         | …           | 96,8 %             |

Il y avait 1 572 214 habitants dans l'oblast en 1897 dont 284 358 habitant en ville ; parmi les villes de plus de vingt mille habitants : Kokand — 81 354, Namangan — 62 017, Andijan — 47 627, Marguelan — 36 490, Och — 34 157.
Par importance les populations sont les suivants : Ouzbeks — 903 070, Turcs (différentes tribus sans être spécifiées dans le recensement) — 261 234, Karakirghizes — 21 579, Tadjiks — 53 780, Kachgars — 14 914, Russes — 9 842, Kiptchaks — 7 584. Sauf pour la population russe qui confesse dans sa presque totalité l'orthodoxie, l'islam est la religion de 99 % de la population. En 1905, l'oblast comprenait 1 794 700 habitants.